# 우제트

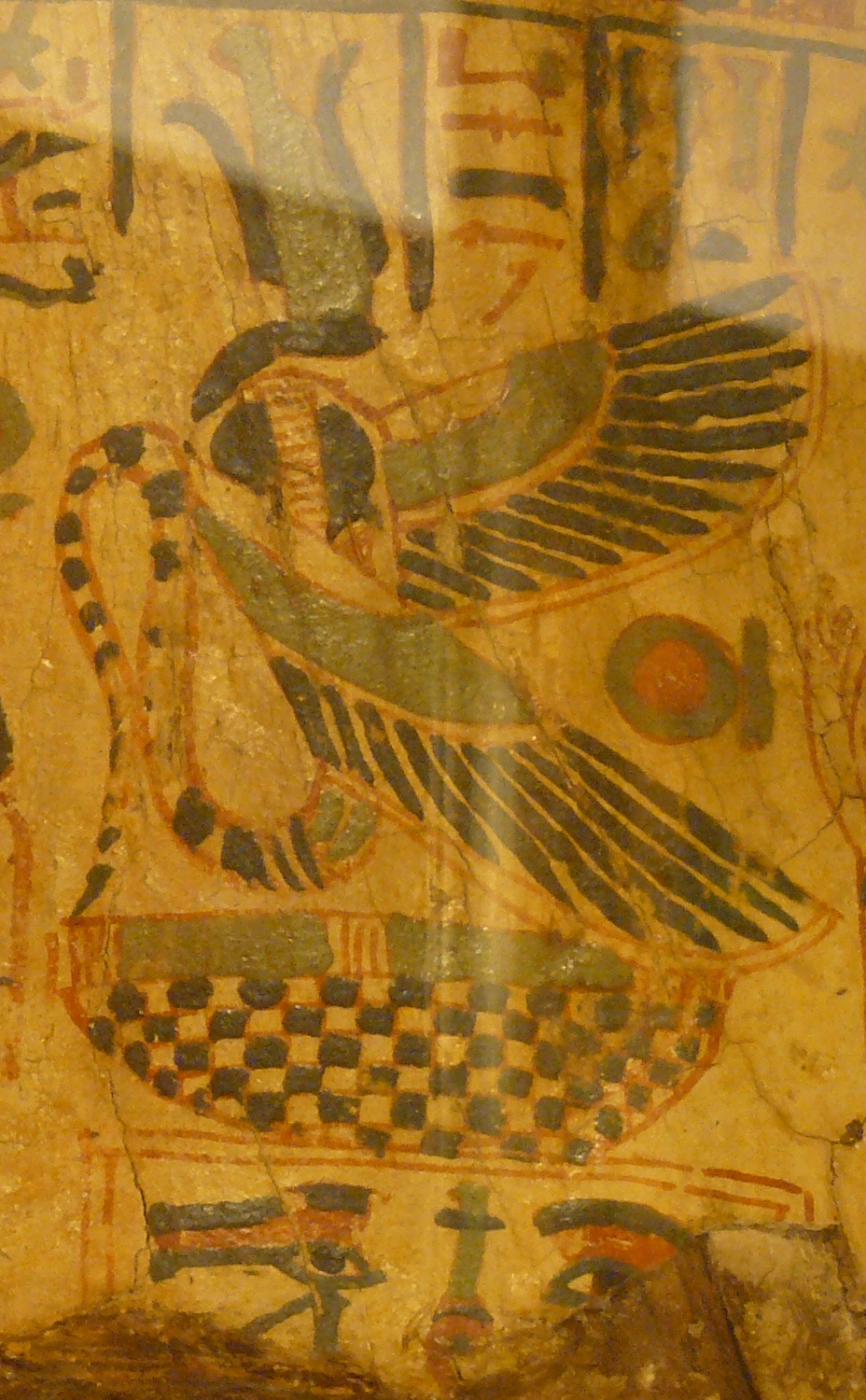

우제트(영어: Wadjet 고대 이집트어: w3ḏyt)는 고대 이집트 신화의 여신이다. 이름은 코브라의 가죽과 같이 채색 된 파피루스를 의미한다. 대개 코브라 자체나 머리위에 코브라를 붙인 여성으로 그려진다. 습지로 인해 코브라가 많이 서식하고 있던 나일강 하류의 하이집트(이집트 상부)를 수호하는 여신으로 여겨지며, 네크베트 등의 여신과 함께 파라오를 수호한다고 알려졌다.
보통 우제트의 눈으로 잘 알려져 있지만, 사실상 우제트의 눈은 호루스가 아버지인 오시리스의 적인 세트와 싸울때 빼앗긴 왼쪽 눈이다.

## 같이 보기
- 우라에우스
- 호루스의 눈